# Kurniawan Dwi Yulianto
Kurniawan Dwi Yulianto (Magelang, 13 de julio de 1976) es uno de los más importantes futbolistas en la historia de Indonesia y jugaba la posición de delantero. Actualmente es entrenador asistente del Como 1907 de la Serie B de Italia.

## Trayectoria en clubes
Ha jugado durante corto tiempo en la Sampdoria B (2000) y en diversos clubes de su país.

## Trayectoria en la selección nacional
En lo concerniente a su participación dentro del Timnas (apócope de Tim Nasional, Equipo Nacional, en indonesio) su primera eliminatoria mundialista fue la de Corea Japón 2002, donde marcó tres goles, uno de ellos a la República Popular China, selección con la que disputaba su pase al Grupo Final de la eliminatoria asiática. En las eliminatorias para Alemania 2006 no hizo un solo tanto, jugando solo dos de los seis partidos que la selección disputó, al ser marginado por faltas diciplinarias por el entonces técnico Ivan Kolev. 
Kurniawan Dwi Yulianto -llamado Kurus (flaco) por la afición de su país- también es el goleador absoluto de su país en la Copa Tigre, en cuya última edición hizo cuatro goles. Es el goleador absoluto de su combinado nacional.

## Logros

### Club
PSM Makassar
- Liga Indonesia Premier Division: 1999-2000

Persebaya Surabaya
- Liga Indonesia Premier Division: 2004

Persisam Putra Samarida
- Liga Indonesia Premier Division: 2008–09

Persela Lamongan
- Piala Gubernur Jatim: 2009

### Selección nacional
- Indonesian Independence Cup: 2000

### Individual
- Goleador de la Liga Indonesia: 1997–98

## Enlaces Externos
- Ficha de Kurniawan Dwi Yulianto en National-Football-Teams.com (en inglés)

- Datos: Q983494
- Multimedia: Kurniawan Dwi Yulianto / Q983494